# 葱爆牛肉
葱爆牛肉属于八大菜系中的鲁菜。其特点是牛肉鲜嫩入味，带有淡淡的葱香。

## 概述
葱爆牛肉具有鲁菜的突出特点——以葱香提味。
大葱味辛，性微温，与肉类烹煮可去腥除油腻，葱独特的香辣味来源于挥发硫化物葱素，能刺激胃液和唾液分泌，增进食欲；而牛肉能够补充人体造血所需要的铁元素，可增强体质。

## 制作
葱爆牛肉的主要原料为大葱和牛肉。辅料为蛋清、料酒、生粉、姜丝。盐、生抽、五香粉适量。
制作步骤：
1.牛肉切片，加入生抽、蛋清、料酒及生粉抓匀后腌制10分钟左右；
2.大葱洗净后斜着切成小段；
3.热锅下油后放入腌制好的牛肉，加入姜丝翻炒至变色；
4.放入葱段，加调料并大火翻炒半分钟左右可出锅。
另外，有时为了简单便利，也会将大葱切成细丝，这样待牛肉炒熟后只需将葱丝盖在牛肉上即可。这样可避免大葱炒得太过而导致营养流失。

## 特点
加入生粉及蛋清后，牛肉的肉质滑嫩鲜美。大葱与牛肉烹炒、不仅可去除牛肉本身的腥味，更可健脾开胃、增强食欲。